# 异常沈氏蟹
异常沈氏蟹（学名：Shenius anomalus）为沙蟹科沈氏蟹属的动物。在中国大陆，分布于广东等地，生活环境为海水，常生活于低潮线的泥滩上。